# Alfredo Ramos Castilho
Alfredo Ramos Castilho, detto Alfredo o Alfredo Ramos (Jacareí, 27 ottobre 1924 – San Paolo, 31 luglio 2012), è stato un allenatore di calcio e calciatore brasiliano, di ruolo difensore.
È scomparso nel 2012 all'età di 87 anni a seguito di un infarto.

## Caratteristiche tecniche
Giocava come difensore centrale, distinguendosi per la buona tecnica e l'efficacia in marcatura. Per la sua capacità di recuperare palloni fu soprannominato polvo (polpo), e inizialmente giocò come difensore laterale sinistro.

## Carriera

### Club
Dopo il periodo iniziale al Santos, passò al San Paolo, ove sovente sostituiva Noronha o Rui Campos sulla fascia sinistra della linea difensiva. Con la squadra paulista vinse un campionato statale — che gli valse la convocazione in Nazionale —, e cambiò club solo dopo otto anni. Trasferitosi al Corinthians, vi giocò la parte finale della propria carriera, che terminò nel 1959, tra l'altro dopo aver subito una lunga interruzione dell'attività a causa di un infortunio.

### Nazionale
Con la Nazionale giocò nove partite tra il 1953 e il 1956. Convocato da Aymoré Moreira per il Campeonato Sudamericano de Football 1953, si guadagnò anche l'inclusione nella lista per il campionato del mondo 1954, in cui però non riuscì a debuttare. Chiuse poi l'esperienza internazionale con la partecipazione al Campeonato Sudamericano de Football 1956.

## Palmarès

### Club

#### Competizioni nazionali
- Campionato paulista: 1

San Paolo: 1953

### Nazionale
- Trofeo O'Higgins: 1

1955
- Coppa Oswaldo Cruz: 1

1955